# Druck (Webserie)
Druck ist eine deutsche Jugend-Web- und Fernsehserie über das Leben und die Probleme Jugendlicher. Sie ist die deutsche Adaption der norwegischen Originalserie Skam. Das Erfolgsformat wurde bereits in zahlreichen Ländern, wie Frankreich, Italien, Spanien, den Niederlanden oder auch in den USA, adaptiert.
Das Online-Medienangebot funk, welches sich an eine junge Zielgruppe im Alter von 14 bis 29 Jahren richtet, veröffentlicht die Serie seit März 2018 über die Social-Media-Plattform YouTube. Die Serie war sowohl für den 55. Grimme-Preis 2019, als auch für den 56. Grimme-Preis 2020 in der Sparte Kinder & Jugend nominiert.

## Konzept und Inhalt
Druck erzählt vom Leben rund um die jungen Frauen Hanna, Mia, Kiki, Amira und Sam am Barnim-Gymnasium in Berlin und behandelt alltägliche und aktuelle Themen, wie Freundschaft, Liebe und die Suche nach der eigenen Identität. Jede Staffel behandelt eine jeweils zuvor eingeführte Figur als Hauptfigur und erzählt die Geschichte aus ihrer Sicht.
Die Serie wird durch funk auf eine bis dahin ungewohnte Art und Weise veröffentlicht. Während die ganzen Folgen meistens an Freitagen online gehen, werden bereits im Laufe der Woche einzelne Stücke aus diesen Folgen als Clips zur Verfügung gestellt. Dabei werden zu Beginn der Clips, welche keine einheitlichen Laufzeiten haben, markante gelbe Schriftzüge eingeblendet, welche die erzählte Zeit, also den Wochentag und die Uhrzeit beschreiben. Die Zuschauer können den Figuren zudem bei Instagram folgen und so mehr über die Handlung erfahren. Außerdem werden WhatsApp-Chats der Figuren online gestellt.
Die erste Staffel dreht sich um Hanna und startete am 19. März 2018 mit ersten Clips aus dem Leben der Schülerin. Nachdem Hanna ihrer besten Freundin den Partner ausgespannt hat, steht sie in der Schule plötzlich ohne Freunde da und wird von ihrer einstigen Clique angefeindet und ausgegrenzt. Darunter leidet auch die Beziehung zu ihrem Freund Jonas. Hanna findet schließlich Halt bei einer neuen Gruppe von Freundinnen.
Die zweite Staffel beschäftigt sich mit Mia, einer engen Freundin von Hanna. Mia ist eine Feministin und hält daher sehr wenig von dem arroganten Alexander Hardenberg, der einen schlechten Einfluss auf ihre Freundin Kiki ausübt. Nachdem Mia Alex darum bittet, die Beziehung zu Kiki zu beenden, lernt sie eine andere Seite von Alex kennen und entwickelt langsam Gefühle für ihn, was wiederum die Freundschaft zu Kiki gefährdet. Erste Clips zur zweiten Staffel wurden am 17. Dezember 2018 veröffentlicht.
Die dritte Staffel erzählt erstmals von der Gefühlswelt der männlichen Figuren. Während sich die Clique rund um die neue Hauptfigur Matteo auf das Abitur vorbereitet, wird sie von Freundschaften, Sex und der ersten großen Liebe durcheinandergebracht. Diese Staffel spricht über Homosexualität und Matteos geheime Beziehung zu David, der sein eigenes Geheimnis hat. Der erste Einzelclip zur dritten Staffel erschien am 9. März 2019.
Die vierte Staffel dreht sich um Amira Mahmood. Für die gläubige Muslimin ist die Religion das Wichtigste im Leben. Doch als sie sich das erste Mal verliebt, entstehen neue Fragen, die ihre bisherige Welt ins Schwanken bringen. Die erste Folge der vierten Staffel zeigt die Abiturfeier der Charaktere und erschien zwischen 8. und 14. Juni 2019. Die zweite Folge folgte mit einer etwa einmonatigen Pause mit ihrem ersten Clip am 27. Juli 2019.
Eine weitere Staffel wurde am 24. Dezember 2019 für Sommer 2020 angekündigt. Am 10. August 2020 wurde bekannt, dass die Staffel am 20. September 2020 startet. Im Zentrum der fünften Staffel steht die 16-jährige Nora Machwitz. Sie ist die jüngste Schwester von Kiki, die die DRUCK-Fans bereits aus den ersten vier Staffeln kennen. Nora ist gerade gemeinsam mit ihrer ein Jahr älteren Schwester Zoe in die Oberstufe des Gymnasiums gekommen und will einfach nur ein normaler Teenager sein. Doch der neue Lebensabschnitt, der zu den zwei besten Jahren ihres Lebens werden sollte, scheint unter keinem guten Stern zu stehen.
Am 1. September 2020 bestätigte Lukas von Horbatschewsky in seinem Instagram-Livestream, dass sich eine sechste Staffel in der Vorbereitungsphase befindet, welche ohne Vorankündigung am 13. Dezember 2020 startete.
Die sechste Staffel dreht sich um die Welt von Fatou. Für Fatou wird es in der Oberstufe langsam ernst: die Halbjahreszeugnisse stehen an. Mit dem wachsenden Schulstress und ihrem Händchen, sich immer wieder in komische Situationen zu bringen, wird es für Fatou immer schwieriger, die Erwartungen von ihren Eltern und Freundinnen in Einklang zu bringen. Denn viel lieber verliert sie sich in Tagträume an die Stufenschönheit Kieu My. An sie wollte Fatou zwar keinen Gedanken mehr verschwenden, seit sie mit einem Jungen rumgeknutscht hat, doch plötzlich ist Kieu My die ganze Zeit in ihrer Nähe. Was, wenn das Undenkbare passiert und Lichtjahre entfernte Träume auf einmal greifbar werden?
Am 18. August 2021 veröffentlichte Druck einen Teaser über Instagram und kündigte Staffel 7 für Herbst 2021 an. Am 31. August 2021 bestätigte Druck über Telegram, dass Isi im Zentrum der Staffel stehen wird und am 26. September 2021 kündigte Druck an, dass die neue Staffel am 24. Oktober 2021 mit ihrem ersten Clip starten wird.
Was hält Freundschaft aus und wie viel ist man bereit dafür aufzugeben? In der siebten Staffel dreht sich alles um Ismail. Im letzten Schuljahr vor dem Abi fühlt er sich in seiner Clique zwischen den ganzen Pärchen und neben seinem launischen Freund Constantin zunehmend einsam und unverstanden. Als ein neues Mädchen in die Klasse kommt, ändern sich jedoch die Verhältnisse und Ismail beginnt sich zu fragen, was er eigentlich selbst von sich erwartet.
Am 13. Januar 2022 kündigte Druck über Instagram eine achte Staffel für Frühling 2022 an und bestätigte am 17. Februar, dass es sich um Mailins Staffel handeln wird. Am 28. März wurde dann der Staffelstart für den 24. April 2022 angekündigt.
In der achten Staffel dreht sich alles um Mailin. Für Liebe und Sex hat sich Mailin nie interessiert, bis sie sich kurz vor den Abiturprüfungen Hals über Kopf verliebt. Plötzlich wird ihre sonst so normale Welt zwischen privilegiertem Familienleben und engagiertem Aktivismus mit ganz neuen Gefühlen geflutet. Die sonst eher unauffällige Mailin gerät plötzlich ins Rampenlicht der Schule und muss sich fragen: Bin ich eine starke Frau?

## Episodenliste

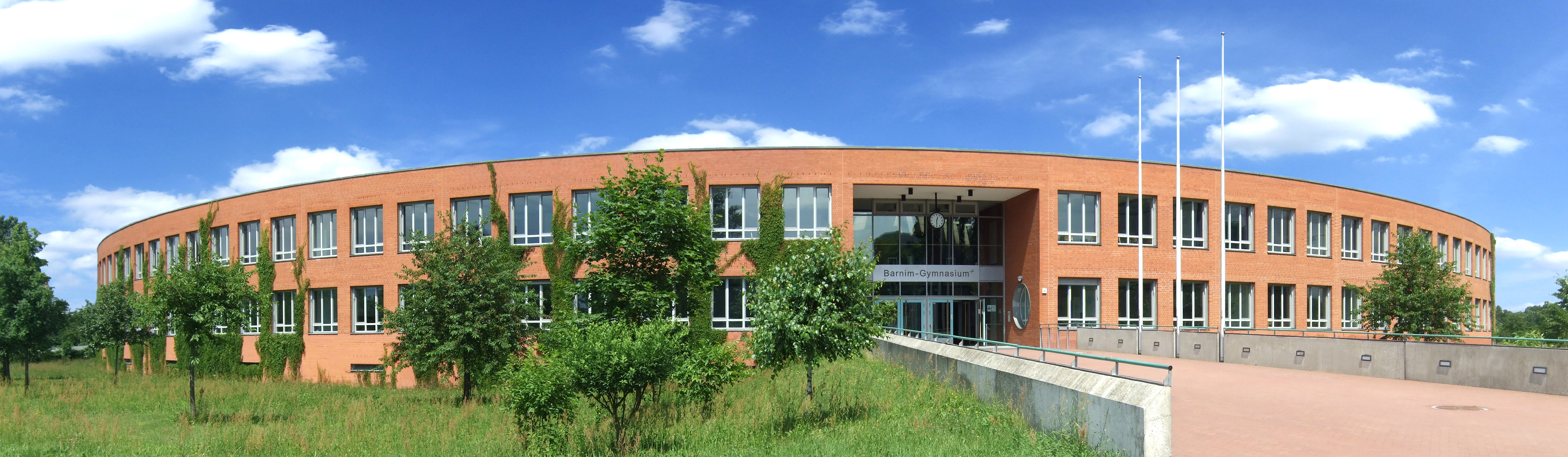
Das Barnim-Gymnasium in Berlin, das als Kulisse für die Serie dient.

Die hier aufgeführte Liste entspricht der Erscheinungsweise bei funk.net bzw. YouTube.

### Staffel 1
Die erste Staffel umfasst zehn Episoden, die Beziehung zwischen Hanna, der Hauptfigur der Staffel, und ihrem Freund Jonas steht im Mittelpunkt.
| Nr. (ges.) | Nr. (St.) | Originaltitel                    | Erstausstrahlung Deutschland | Regie     | Drehbuch        | Länge   |
| ---------- | --------- | -------------------------------- | ---------------------------- | --------- | --------------- | ------- |
| 1          | 1         | Liebe ist alles                  | 23. März 2018                | Pola Beck | Alexander Lindh | 18 Min. |
| 2          | 2         | Wir alle zusammen                | 30. März 2018                | Pola Beck | Alexander Lindh | 14 Min. |
| 3          | 3         | Freunde                          | 6. Apr. 2018                 | Pola Beck | Alexander Lindh | 13 Min. |
| 4          | 4         | Die Party ist vorbei             | 20. Apr. 2018                | Pola Beck | Alexander Lindh | 11 Min. |
| 5          | 5         | Vorfreude                        | 27. Apr. 2018                | Pola Beck | Alexander Lindh | 18 Min. |
| 6          | 6         | Fick dich!                       | 4. Mai 2018                  | Pola Beck | Alexander Lindh | 18 Min. |
| 7          | 7         | Einmal Schlampe, immer Schlampe! | 18. Mai 2018                 | Pola Beck | Alexander Lindh | 23 Min. |
| 8          | 8         | Blutige Drohung                  | 25. Mai 2018                 | Pola Beck | Alexander Lindh | 25 Min. |
| 9          | 9         | Abstürze                         | 1. Juni 2018                 | Pola Beck | Alexander Lindh | 19 Min. |
| 10         | 10        | Partyhelden                      | 8. Juni 2018                 | Pola Beck | Alexander Lindh | 30 Min. |

### Staffel 2
Die zweite Staffel umfasst zehn Episoden und hat als neue Hauptfigur Mia Winter.
| Nr. (ges.) | Nr. (St.) | Originaltitel              | Erstausstrahlung Deutschland | Regie                         | Drehbuch                                                            | Länge   |
| ---------- | --------- | -------------------------- | ---------------------------- | ----------------------------- | ------------------------------------------------------------------- | ------- |
| 11         | 1         | Jungs sind scheiße!        | 21. Dez. 2018                | Pola Beck & Jano Ben Chaabane | Alexander Lindh, Jano Ben Chaabane, Moritz Klausing & Janna Nandzik | 22 Min. |
| 12         | 2         | Brüste, Fatshaming & Kakao | 28. Dez. 2018                | Pola Beck & Jano Ben Chaabane | Alexander Lindh, Jano Ben Chaabane, Moritz Klausing & Janna Nandzik | 27 Min. |
| 13         | 3         | Mach mit ihr Schluss!!!    | 4. Jan. 2019                 | Pola Beck & Jano Ben Chaabane | Alexander Lindh, Jano Ben Chaabane, Moritz Klausing & Janna Nandzik | 23 Min. |
| 14         | 4         | Die schönste Frau der Welt | 11. Jan. 2019                | Pola Beck & Jano Ben Chaabane | Alexander Lindh, Jano Ben Chaabane, Moritz Klausing & Janna Nandzik | 33 Min. |
| 15         | 5         | Der Abi Chaker Clan        | 25. Jan. 2019                | Pola Beck & Jano Ben Chaabane | Alexander Lindh, Jano Ben Chaabane, Moritz Klausing & Janna Nandzik | 28 Min. |
| 16         | 6         | Perfectly Wrong            | 1. Feb. 2019                 | Pola Beck & Jano Ben Chaabane | Alexander Lindh, Jano Ben Chaabane, Moritz Klausing & Janna Nandzik | 22 Min. |
| 17         | 7         | Panikherz                  | 8. Feb. 2019                 | Pola Beck & Jano Ben Chaabane | Alexander Lindh, Jano Ben Chaabane, Moritz Klausing & Janna Nandzik | 30 Min. |
| 18         | 8         | Ghost Girl                 | 15. Feb. 2019                | Pola Beck & Jano Ben Chaabane | Alexander Lindh, Jano Ben Chaabane, Moritz Klausing & Janna Nandzik | 18 Min. |
| 19         | 9         | Keine Angst! #MeToo        | 22. Feb. 2019                | Pola Beck & Jano Ben Chaabane | Alexander Lindh, Jano Ben Chaabane, Moritz Klausing & Janna Nandzik | 34 Min. |
| 20         | 10        | Liebst du mich?            | 1. März 2019                 | Pola Beck & Jano Ben Chaabane | Alexander Lindh, Jano Ben Chaabane, Moritz Klausing & Janna Nandzik | 30 Min. |

### Staffel 3
Die dritte Staffel umfasst zehn Episoden und hat als neue Hauptfigur Matteo Florenzi.
| Nr. (ges.) | Nr. (St.) | Originaltitel           | Erstausstrahlung Deutschland | Regie                | Drehbuch                                                  | Länge   |
| ---------- | --------- | ----------------------- | ---------------------------- | -------------------- | --------------------------------------------------------- | ------- |
| 21         | 1         | Einfach abhauen!        | 15. März 2019                | Pola Beck & Tom Lass | Toks Körner, Jonas Lindt, Julia Penner & Sandra Stöckmann | 21 Min. |
| 22         | 2         | Joints & Sandwiches     | 22. März 2019                | Pola Beck & Tom Lass | Toks Körner, Jonas Lindt, Julia Penner & Sandra Stöckmann | 23 Min. |
| 23         | 3         | Neon-Schmetterlinge     | 29. März 2019                | Pola Beck & Tom Lass | Toks Körner, Jonas Lindt, Julia Penner & Sandra Stöckmann | 21 Min. |
| 24         | 4         | Unter Wasser            | 5. Apr. 2019                 | Pola Beck & Tom Lass | Toks Körner, Jonas Lindt, Julia Penner & Sandra Stöckmann | 21 Min. |
| 25         | 5         | Ich bin nicht schwul    | 12. Apr. 2019                | Pola Beck & Tom Lass | Toks Körner, Jonas Lindt, Julia Penner & Sandra Stöckmann | 20 Min. |
| 26         | 6         | Das Wichtigste im Leben | 19. Apr. 2019                | Pola Beck & Tom Lass | Toks Körner, Jonas Lindt, Julia Penner & Sandra Stöckmann | 25 Min. |
| 27         | 7         | Zusammen oder allein?   | 26. Apr. 2019                | Pola Beck & Tom Lass | Toks Körner, Jonas Lindt, Julia Penner & Sandra Stöckmann | 26 Min. |
| 28         | 8         | Outing                  | 3. Mai 2019                  | Chris Miera          | Toks Körner, Jonas Lindt, Julia Penner & Sandra Stöckmann | 21 Min. |
| 29         | 9         | Liebe                   | 10. Mai 2019                 | Chris Miera          | Toks Körner, Jonas Lindt, Julia Penner & Sandra Stöckmann | 22 Min. |
| 30         | 10        | Unsere Zeit ist jetzt   | 17. Mai 2019                 | Chris Miera          | Toks Körner, Jonas Lindt, Julia Penner & Sandra Stöckmann | 23 Min. |

### Staffel 4
Die vierte Staffel umfasst zehn Episoden und behandelt als neue Hauptfigur Amira Mahmood. Die erste Folge der vierten Staffel wurde ungewöhnlicherweise über einen Monat vor den restlichen neun Folgen der Staffel publiziert. Diese Abweichung zu dem sonst für die Serie üblichen wöchentlichen Veröffentlichungsturnus diente aufgrund des Charakters der Echtzeiterzählung der Serie dazu, die Abiturfeier der Protagonisten miterzählen zu können. Dabei fand auch der symbolische Übergang zwischen den Hauptfiguren der Staffel 3 und der Staffel 4 statt.
| Nr. (ges.) | Nr. (St.) | Originaltitel                 | Erstausstrahlung Deutschland | Regie       | Drehbuch                   | Länge   |
| ---------- | --------- | ----------------------------- | ---------------------------- | ----------- | -------------------------- | ------- |
| 31         | 1         | Der Abiball!                  | 14. Juni 2019                | Pola Beck   | Julia Penner               | 21 Min. |
| 32         | 2         | Die Frau mit dem kalten Blick | 26. Juli 2019                | Pola Beck   | Jasmina Wesolowski         | 17 Min. |
| 33         | 3         | Herzklopfen                   | 2. Aug. 2019                 | Pola Beck   | Jonas Lindt                | 22 Min. |
| 34         | 4         | Das erste Date                | 9. Aug. 2019                 | Barbara Ott | Julia Penner               | 29 Min. |
| 35         | 5         | Gebrochene Herzen             | 16. Aug. 2019                | Barbara Ott | Jasmina Wesolowski         | 24 Min. |
| 36         | 6         | Eskalation                    | 23. Aug. 2019                | Barbara Ott | Jonas Lindt                | 25 Min. |
| 37         | 7         | Du bist wie du bist           | 30. Aug. 2019                | Barbara Ott | Sandra Stöckmann           | 22 Min. |
| 38         | 8         | Verliebt                      | 6. Sep. 2019                 | Luzie Loose | Sandra Stöckmann           | 30 Min. |
| 39         | 9         | Hör auf dein Herz!            | 13. Sep. 2019                | Luzie Loose | Janna Nandzik              | 33 Min. |
| 40         | 10        | Alles ist Liebe               | 22. Sep. 2019                | Luzie Loose | Jonas Lindt & Julia Penner | 35 Min. |

### Staffel 5
Am 24. Dezember 2019 wurde für den Sommer 2020 eine fünfte Staffel angekündigt. Am 12. April wurde bestätigt, dass es sich dabei um eine neue Generation handelt, wobei Nora Machwitz im Vordergrund steht. Die fünfte Staffel umfasst zehn Episoden.
| Nr. (ges.) | Nr. (St.) | Originaltitel        | Erstausstrahlung Deutschland | Regie             | Drehbuch                                                                                  | Länge   |
| ---------- | --------- | -------------------- | ---------------------------- | ----------------- | ----------------------------------------------------------------------------------------- | ------- |
| 41         | 1         | Alles neu!           | 25. Sep. 2020                | Luzie Loose       |                                                                                           | 27 Min. |
| 42         | 2         | Angriff              | 2. Okt. 2020                 | Luzie Loose       |                                                                                           | 21 Min. |
| 43         | 3         | Stalker              | 9. Okt. 2020                 | Luzie Loose       |                                                                                           | 27 Min. |
| 44         | 4         | Kalte Küsse          | 16. Okt. 2020                | Luzie Loose       | Julia Penner                                                                              | 28 Min. |
| 45         | 5         | Ende und Anfang      | 23. Okt. 2020                | Faraz Shariat     | Jonas Lindt, Julia Penner, Sandra Stöckmann Jasmina Wesolowski & Lukas von Horbatschewsky | 32 Min. |
| 46         | 6         | Unterdruck           | 30. Okt. 2020                | Faraz Shariat     | Jonas Lindt, Julia Penner, Sandra Stöckmann Jasmina Wesolowski & Lukas von Horbatschewsky | 24 Min. |
| 47         | 7         | Ich fühle nichts     | 6. Nov. 2020                 | Faraz Shariat     |                                                                                           | 21 Min. |
| 48         | 8         | Absturz              | 13. Nov. 2020                | Sophie Linnenbaum |                                                                                           | 27 Min. |
| 49         | 9         | Du bist nicht allein | 20. Nov. 2020                | Sophie Linnenbaum |                                                                                           | 34 Min. |
| 50         | 10        | Fühlen               | 27. Nov. 2020                | Sophie Linnenbaum |                                                                                           | 40 Min. |

### Staffel 6
Am 13. Dezember 2020 wurde ohne Vorankündigung der erste Clip für die 6. Staffel veröffentlicht, womit auch bestätigt wurde, das diese sich um Fatou Jallow dreht. Die sechste Staffel umfasst zehn Episoden.
| Nr. (ges.) | Nr. (St.) | Originaltitel             | Erstausstrahlung Deutschland | Regie             | Drehbuch                                                                                                   | Länge   |
| ---------- | --------- | ------------------------- | ---------------------------- | ----------------- | --- | ------- |
| 51         | 1         | Neue Galaxien             | 18. Dez. 2020                | Faraz Shariat     | Raquel Dukpa, Jonas Lindt, Paulina Lorenz, Sandra Stöckmann, Jasmina Wesolowski & Lukas von Horbatschewsky | 20 Min. |
| 52         | 2         | Gay Silence               | 25. Dez. 2020                | Faraz Shariat     | Raquel Dukpa, Jonas Lindt, Paulina Lorenz, Sandra Stöckmann, Jasmina Wesolowski & Lukas von Horbatschewsky | 23 Min. |
| 53         | 3         | Supernova                 | 1. Jan. 2021                 | Faraz Shariat     | Raquel Dukpa, Jonas Lindt, Paulina Lorenz, Sandra Stöckmann, Jasmina Wesolowski & Lukas von Horbatschewsky | 26 Min. |
| 54         | 4         | Du bist fake              | 8. Jan. 2021                 | Joya Thome        | Raquel Dukpa, Jonas Lindt, Paulina Lorenz, Sandra Stöckmann, Jasmina Wesolowski & Lukas von Horbatschewsky | 19 Min. |
| 55         | 5         | Ich bin nicht gut genug   | 15. Jan. 2021                | Joya Thome        | Raquel Dukpa, Jonas Lindt, Paulina Lorenz, Sandra Stöckmann, Jasmina Wesolowski & Lukas von Horbatschewsky | 22 Min. |
| 56         | 6         | Schwerelos                | 22. Jan. 2021                | Joya Thome        | Raquel Dukpa, Jonas Lindt, Paulina Lorenz, Sandra Stöckmann, Jasmina Wesolowski & Lukas von Horbatschewsky | 28 Min. |
| 57         | 7         | Einfach vergessen         | 29. Jan. 2021                | Sarah Blaßkiewitz | Raquel Dukpa, Jonas Lindt, Paulina Lorenz, Sandra Stöckmann, Jasmina Wesolowski & Lukas von Horbatschewsky | 24 Min. |
| 58         | 8         | Lichtjahre entfernt       | 5. Feb. 2021                 | Sarah Blaßkiewitz | Raquel Dukpa, Jonas Lindt, Paulina Lorenz, Sandra Stöckmann, Jasmina Wesolowski & Lukas von Horbatschewsky | 21 Min. |
| 59         | 9         | Der Antrag                | 12. Feb. 2021                | Sarah Blaßkiewitz | Raquel Dukpa, Jonas Lindt, Paulina Lorenz, Sandra Stöckmann, Jasmina Wesolowski & Lukas von Horbatschewsky | 26 Min. |
| 60         | 10        | Bis in die Unendlichkeit? | 20. Feb. 2021                | Sarah Blaßkiewitz | Raquel Dukpa, Jonas Lindt, Paulina Lorenz, Sandra Stöckmann, Jasmina Wesolowski & Lukas von Horbatschewsky | 28 Min. |

### Staffel 7
Die siebte Staffel umfasst zehn Episoden und hat als Hauptfigur Isi Inci.
| Nr. (ges.) | Nr. (St.) | Originaltitel         | Erstausstrahlung Deutschland | Regie            | Drehbuch                                                                             | Länge   |
| ---------- | --------- | --------------------- | ---------------------------- | ---------------- | ------------------------------------------------------------------------------------ | ------- |
| 61         | 1         | Alles ist verzaubert  | 29. Okt. 2021                | Arabella Bartsch | Mareike Almedom, Naomi Bechert, Bahar Bektas, Kai Kreuser & Lukas von Horbatschewsky | 21 Min. |
| 62         | 2         | Friendzone?           | 5. Nov. 2021                 | Arabella Bartsch | Mareike Almedom, Naomi Bechert, Bahar Bektas, Kai Kreuser & Lukas von Horbatschewsky | 24 Min. |
| 63         | 3         | Fühlst du es?         | 12. Nov. 2021                | Arabella Bartsch | Mareike Almedom, Naomi Bechert, Bahar Bektas, Kai Kreuser & Lukas von Horbatschewsky | 23 Min. |
| 64         | 4         | Too much!             | 19. Nov. 2021                | Mirjam Orthen    | Mareike Almedom, Naomi Bechert, Bahar Bektas, Kai Kreuser & Lukas von Horbatschewsky | 20 Min. |
| 65         | 5         | Wir sind anders       | 26. Nov. 2021                | Mirjam Orthen    | Mareike Almedom, Naomi Bechert, Bahar Bektas, Kai Kreuser & Lukas von Horbatschewsky | 21 Min. |
| 66         | 6         | Nur ein Kuss          | 3. Dez. 2021                 | Mirjam Orthen    | Mareike Almedom, Naomi Bechert, Bahar Bektas, Kai Kreuser & Lukas von Horbatschewsky | 17 Min. |
| 67         | 7         | Wer willst du sein?   | 10. Dez. 2021                | Chris Miera      | Mareike Almedom, Naomi Bechert, Bahar Bektas, Kai Kreuser & Lukas von Horbatschewsky | 22 Min. |
| 68         | 8         | Love is Pain          | 17. Dez. 2021                | Chris Miera      | Mareike Almedom, Naomi Bechert, Bahar Bektas, Kai Kreuser & Lukas von Horbatschewsky | 19 Min. |
| 69         | 9         | Mehr als Freundschaft | 24. Dez. 2021                | Chris Miera      | Mareike Almedom, Naomi Bechert, Bahar Bektas, Kai Kreuser & Lukas von Horbatschewsky | 24 Min. |
| 70         | 10        | BE YOURSELF!          | 31. Dez. 2021                | Chris Miera      | Mareike Almedom, Naomi Bechert, Bahar Bektas, Kai Kreuser & Lukas von Horbatschewsky | 28 Min. |

### Staffel 8
Am 13. Januar 2022 wurde eine achte Staffel für das Frühjahr 2022 angekündigt. Am 17. Februar wurde bekannt gegeben, dass die Staffel Mailin Richter als Hauptfigur hat.
| Nr. (ges.) | Nr. (St.) | Originaltitel          | Erstausstrahlung Deutschland | Regie        | Drehbuch                      | Länge   |
| ---------- | --------- | ---------------------- | ---------------------------- | ------------ | ----------------------------- | ------- |
| 71         | 1         | Kein kitschiger Scheiß | 29. Apr. 2022                |              |                               | 20 Min. |
| 72         | 2         | Hirn gegen Herz        | 6. Mai 2022                  |              |                               | 24 Min. |
| 73         | 3         | Der erste Kuss         | 13. Mai 2022                 | Alison Kuhn  | Alison Kuhn & Clara von Arnim | 21 Min. |
| 74         | 4         | On Fire                | 20. Mai 2022                 |              |                               | 21 Min. |
| 75         | 5         | So wie du bist         | 27. Mai 2022                 | Shirel Peleg |                               | 20 Min. |
| 76         | 6         | Chaos                  | 3. Juni 2022                 |              |                               | 15 Min. |
| 77         | 7         | Zeit zurückdrehen      | 10. Juni 2022                |              |                               | 25 Min. |
| 78         | 8         | Nichts ist wie es war  | 17. Juni 2022                |              |                               | 20 Min. |
| 79         | 9         | Total verletzt         | 24. Juni 2022                |              |                               | 25 Min. |
| 80         | 10        | Für immer              | 1. Juli 2022                 |              |                               | 30 Min. |

## Rezeption

### Auszeichnungen
- Grimme-Preis
  - 2019: Nominierung in der Kategorie Kinder & Jugend[12]
  - 2020: Nominierung in der Kategorie Kinder & Jugend[13]
  - 2021: Auszeichnung für Mina-Giselle Rüffer für ihre Performance als Nora in Staffel 5[14]
- Deutscher Kamerapreis
  - 2020: Nominierung für die Folge 29 – Liebe in der Kategorie Fernsehfilm / Serie[15] für Johannes Praus
- Deutscher Fernsehpreis
  - 2020: Nominierung in der Kategorie Beste Drama-Serie[16]
- Deutscher Schauspielpreis:
  - 2019: Nominierung für Dela Dabulamanzi im Bereich Starker Auftritt[17]
  - 2020: Auszeichnung für Tua El-Fawwal als beste Nachwuchsschauspielerin[18]
  - 2021: Auszeichnung für das Ensemble der 5. und 6. Staffel, Casting Angelika Buschina, Raquel Kishori Dukpa, Melek Yaprak[19]

### Kritiken
Die Serie erzeugte von Beginn an im Allgemeinen eine positive Außenwirkung. Innerhalb von zwei Jahren verzeichnete der YouTube-Account der Serie rund 80 Millionen Aufrufe.
Nora Voit von Zeit Online beschreibt die Erzählform der Serie mittels kurzen Clips in Echtzeit als „radikal zeitgenössisch“ und sieht den Subtext der Szenen so elegant eingebettet, dass kein Jugendlicher den Versuch, seine Lebensrealität abzubilden, als cringy, also extrem unangenehm empfinden müsse. In Druck dürften Pubertierende muslimisch, of colour oder schwul sein – und zwar ohne permanent moralisch ausgeleuchtet zu werden.
Die Serienexpertin Vanessa Schneider des Jugendkanals BR Puls meint, dass es der Serie gut tue, sich vom Drehbuch der norwegischen Vorlage gelöst zu haben, denn nicht alle Handlungsstränge ließen sich laut Regisseurin Pola Beck eins zu eins von Norwegen auf Deutschland übertragen: „Kiffen ist zum Beispiel hier in Deutschland nichts Besonderes, die Jugendlichen haben Zugang dazu. In Norwegen ist das ein Riesending, dass der Freund der Hauptfigur anfängt zu kiffen. Es wäre lächerlich, hier in Deutschland zu erzählen: Oh Gott, mein Freund kifft! Da würden die sagen, was mit euch los, ist das jetzt eine pädagogische Maßnahme?“ Da mittels gleichzeitiger Bespielung aller Kanäle ein zusammenhängendes medienübergreifendes Serienuniversum entstehe, sei die Produktion im Vergleich zu normalen Serien außerdem besonders anspruchsvoll.
Bei Deutschlandfunk Kultur wünscht sich Yannic Hannebohn, dass es so eine Serie zu seiner Schulzeit gegeben hätte. Druck verfilme die Probleme der Generation Z und verhandle Konflikte wie: „Liebt er mich?“, „Schaffe ich das Abitur?“ Sowie auch: „Ist es okay, die App Grindr, auf der sich schwule Menschen daten, zu installieren?“, „Was mache ich, wenn meine beste Freundin hungert, um ein paar Kilo abzunehmen?“ Das Arbeiten mit visuellen Elementen und ausgewählter Popmusik kommentiere zudem viele Szenen besser als die Dialoge der Jugendlichen.
Bei Spiegel Online schreibt Elisa von Hof, dass „Druck“ so viel richtig gemacht habe wie kaum eine andere deutsche Serie für junge Menschen. „Es fühlt sich an, als wäre die Story real“, heiße es in einem Kommentar, der so auch stimme. Anstatt mit krampfigen „YOLOs“ und ein bisschen „[c]hillen“, setze sich das Format – immer feinfühlig und differenziert – mit Feminismus, sexuellen und geschlechtlichen Identitäten und Rassismus auseinander. Dass „Druck“ die Welt heutiger Jugendlicher so gut abgepaust habe, sehe man in jeder popkulturellen Referenz, in jedem Hoodie, in jedem Paar abgelatschter Vans, in „Bares für Rares“, das die Figuren nebenbei schauen und das ja wirklich ein Hit unter Teenagern sei, und im wunderbaren Soundtrack. Es sei grandios, dass Diversität in einer Jugendserie berücksichtigt werde und dass verschiedene Körper und Herkünfte, Religionen, Milieus und Familienkonstellationen ganz natürlich gezeigt würden, ohne sie immer zu thematisieren.